# 403e Escadron d'entraînement opérationnel d'hélicoptères
- anglais - 403 Helicopter Operational Training Squadron

Le 403e Escadron d'entraînement opérationnel d'hélicoptères est un escadron de l'aviation royale canadienne (RCAF) situé à la base de soutien de la 5e Division du Canada Gagetown. Il est équipé de CH-146 Griffon et assure la formation opérationnelle des équipages qui piloteront l'hélicoptère. L'escadron effectue également des essais et des évaluations opérationnels. L'escadron est fondé sous le nom de No. 403 Squadron RCAF.